# Grevskabet Görz
Grevskabet Görz (tysk: Grafschaft Görz; italiensk: Contea di Gorizia; slovensk: Grofija Goriška) var et østrigsk grevskab i de sydøstlige Alper. Området er i dag delt mellem Italien og Slovenien. Hovedbyen var Görz (nu Gorizia). 
Grevskabets officielle navne var Grafschaft Görz (1120–1253), Grafschaft Tirol-Görz (1253–1363), Gefürstete Grafschaft Görz (1365–1754) og Gefürstete Grafschaft Görz und Gradisca (1754–1919).
Grevskabet tilfaldt de østrigske Habsburgere i år 1500. Fra 1809 var området en del af Frankrigs Illyriske provinser. I 1815-1918 var området igen østrigsk, og det var tilknyttet Küstenland i en periode. 
Italien overtog Görz i 1919, men måtte overlade det meste af det tidligere grevskab til Jugoslavien (nu Slovenien) i 1945.
45°56′31.05″N 13°37′13.69″Ø / 45.9419583°N 13.6204694°Ø